# St. Nicolai (Neuses am Berg)

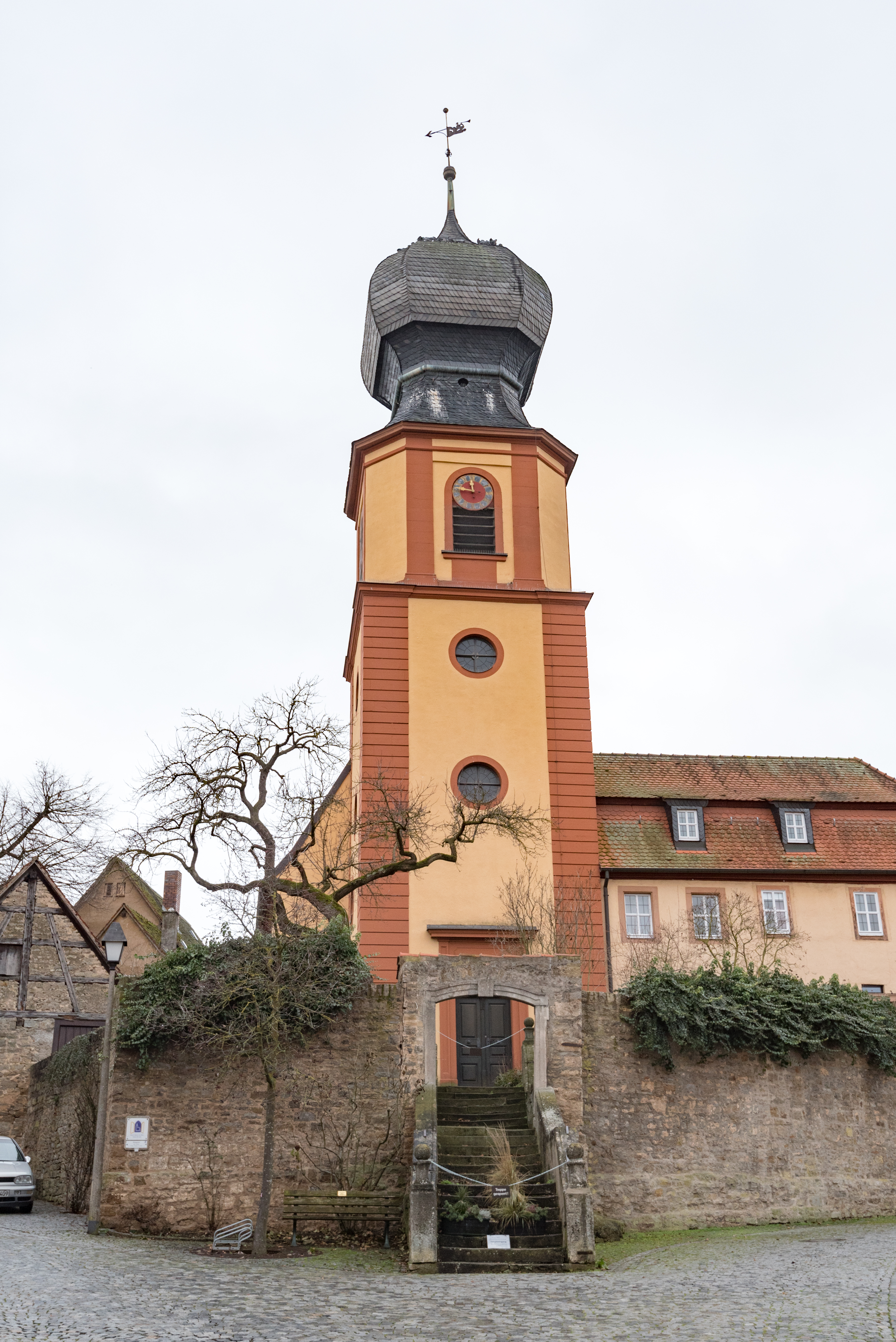
Evangelische Kirche Neuses am Berg

Die St.-Nicolaikirche ist die evangelische Pfarrkirche des Dettelbacher Stadtteiles Neuses am Berg im unterfränkischen Landkreis Kitzingen. Sie liegt in der Kirchgasse inmitten des Dorfes. Neben dieser existiert auch die katholische Nikolauskirche in dem Ort.

## Geschichte
Die Geschichte der evangelischen Kirche hängt eng mit der Doppelkonfessionalität des Ortes zusammen, die sich in der zweiten Hälfte des 16. Jahrhunderts herausbildete und Ursache war für den Bau zweier Gotteshäuser im Dorf.

### Bis zum Dreißigjährigen Krieg
Im Jahr 1417 gründeten Johann von Stein und das Würzburger Domkapitel im Ort die Vikarie St. Nicolai, die mit Pfarrer Schikbold aus Prosselsheim besetzt wurde. Eine Kirche bestand wohl bereits am selben Ort wie heute. Sie gelangte in der Folgezeit in den Besitz des Klosters Unserer Lieben Frau zu Würzburg. 1512 wurden die Rechte an der Kirche getauscht und kamen in den Besitz des Würzburger Bischofs Lorenz von Bibra.
1528 gelangte die Kirche in den Besitz des Ansbacher Markgrafen Georg det Fromme. Mittlerweile war sie Pfarrkirche geworden. Unter dem Einfluss des Markgrafen Georg Friedrich I. wurde im Jahr 1570 die Reformation im Ort angenommen. Als erster evangelischer Pfarrer ist Andreas Imhof überliefert. Im Jahr 1589 wuchs der Einfluss der Markgrafen auf das Dorf weiter: Georg Friedrich erhielt die Kirche, das Pfarrhaus und die Schule als Lehen. Gleichzeitig wurde eine simultane Nutzung des Kirchengebäudes durch beide Konfessionen eingeführt.
Mit der Gegenreformation unter der Herrschaft Julius Echters von Mespelbrunn als Würzburger Bischof erhielt die Kirche im Jahr 1600 den noch erhaltenen Taufstein. In der Folgezeit rangen die Dorfherren um den Einfluss in Pfarrei und Gemeinde. 1617 stiftete Markgraf Joachim Ernst von Brandenburg-Ansbach eine große Glocke für das Gotteshaus. Der Dreißigjährige Krieg beendete im Jahr 1628 die lutherische Lehre in Neuses am Berg. Pfarrer Georg Ludwig Codomann wurde vertrieben und der katholische Ritus wieder eingeführt.

### Bis heute
Nach dem Religionskrieg ernannte die Nürnberger Reichsdeputation im Jahr 1650 Neuses am Berg zusammen mit zehn anderen Pfarreien der Umgebung zur Gnadenpfarrei. Diese Pfarrgemeinden waren ermächtigt, ihre Pfarrer selbst auszuwählen. Das Kirchengebäude wurde erneut als Simultankirche genutzt, der evangelische Pfarrer war gleichzeitig in Neuses und Schernau eingesetzt. Die simultanen Gottesdienste endeten im Jahr 1784, als das Wetzlarer Kammergericht die Kirche der evangelischen Gemeinde zusprach.
In der Folgezeit wurde die Kirche erneuert. 1785 rückte man den Altar weiter ins Kirchenschiff. Ein Jahr später ließ man Langhaus und Turm abreißen und in der heutigen Gestalt neu errichten. Die Erneuerungen wurden im Jahr 1805 fortgeführt. Nach der Innenrenovierung errichtete man im Außenbereich die große Steintreppe und das Kirchentor. Ab 1828 wurde Neuses wieder eine selbständige Pfarrei. Eine weitere Renovierung erfolgte 1911. Drei neue Glocken wurden in der Glockenstube aufgehängt.
Nach dem Zweiten Weltkrieg übernahm die Pfarrei Neuses ab 1960 auch die evangelischen Christen Dettelbachs. In den Jahren 1966/1967 wurde das Gotteshaus innen und außen grundlegend erneuert. Ein Deckengemälde der Heiligsten Dreifaltigkeit fiel dieser Erneuerung zum Opfer. Außerdem ordnete man den Altar neu an. Im Jahr 1980 endete die pfarrliche Unabhängigkeit von Neuses. Wieder wurde die Stelle mit Schernau zusammengelegt. In den Jahren 2003 und 2006/2007 folgte wiederum eine Renovierung. Das Bayerische Landesamt für Denkmalpflege führt das Kirchengebäude als Baudenkmal unter der Nummer D-6-75-117-195. Untertägige Reste von Vorgängerbauten sind als Bodendenkmal eingeordnet.

## Baubeschreibung

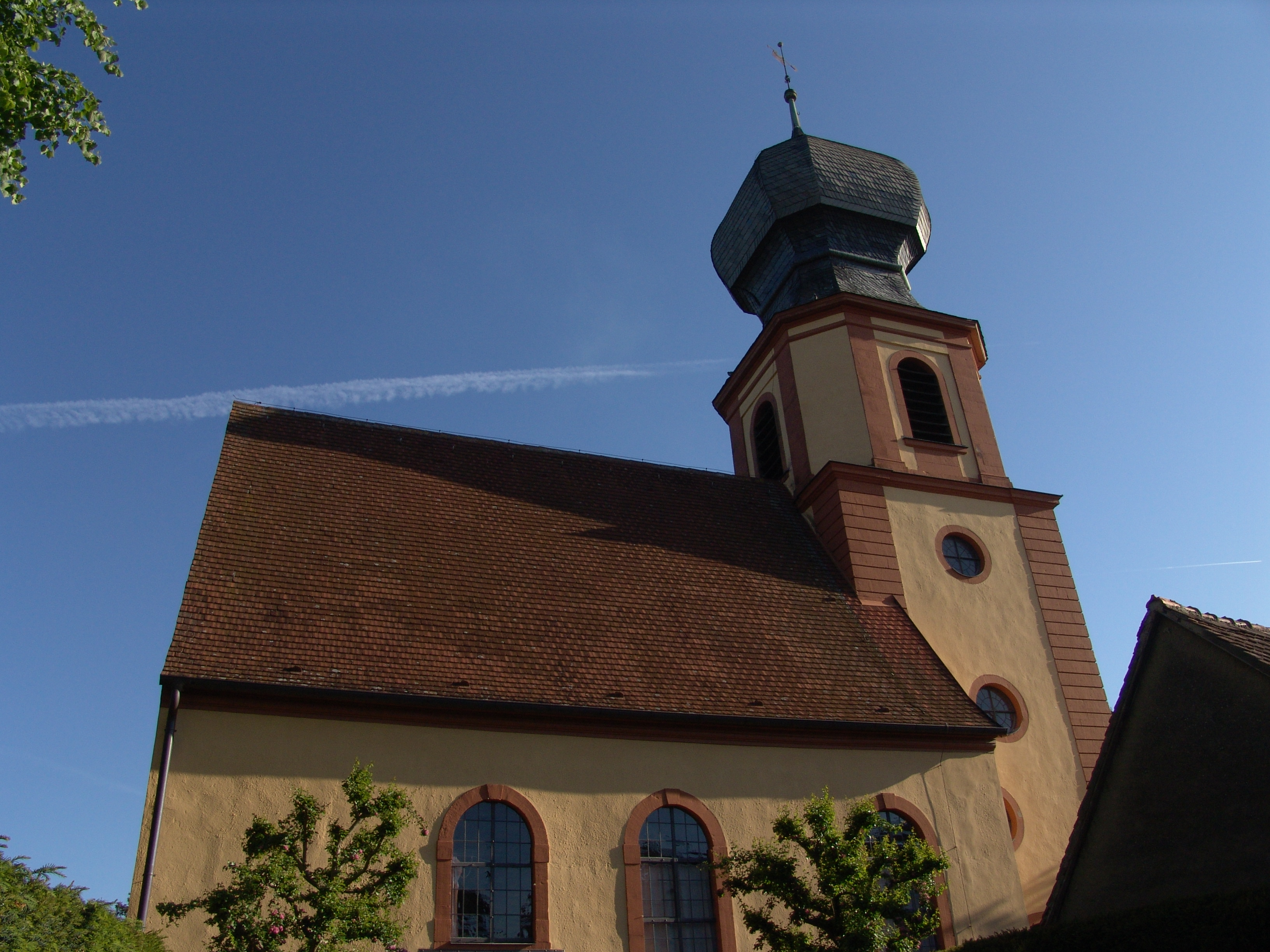
Das Langhaus der Kirche

Die Nicolaikirche  ist ein geosteter Saalbau mit einem Chorturm. Die leicht erhöht stehende Kirche ist von einer Mauer umgeben. Sie geht zurück  auf einen mittelalterlichen Vorgängerbau. Das heutige Erscheinungsbild im sogenannten Markgrafenstil stammt aus den Jahren 1784–1786, als Turm und Langhaus erneuert wurden.
Der Chorturm hat vier Geschosse und einen quadratischen Unterbau. Das oberste Geschoss ist achteckig. Es unterscheidet sich auch stilistisch von den übrigen. Die unteren Geschosse sind lediglich durch Ochsenaugen, Ecklisenen und ein kleines Portal gegliedert, das obere hat Eckpilaster und Rundbogenfenster. Im oberen Turmgeschoss ist die Glockenstube untergebracht, die durch Schallluken auch äußerlich erkennbar ist. Eine Uhr unterbricht das östliche Fenster. Der Kirchturm trägt eine schwarzgedeckte Zwiebelhaube, die ein Turmknauf und ein schlichtes, goldenes Kreuz krönt.
Im Norden schließt sich an das Kirchengebäude ein Anbau mit Mansarddach an. Das Langhaus ist nach Westen ausgerichtet und trägt ein Satteldach. Die Südseite ist durch zwei Rundbogenfenster gegliedert. An das Portal im Westen mit einem rundbogigen Oberlicht schließen sich beide Fenster an.

## Ausstattung

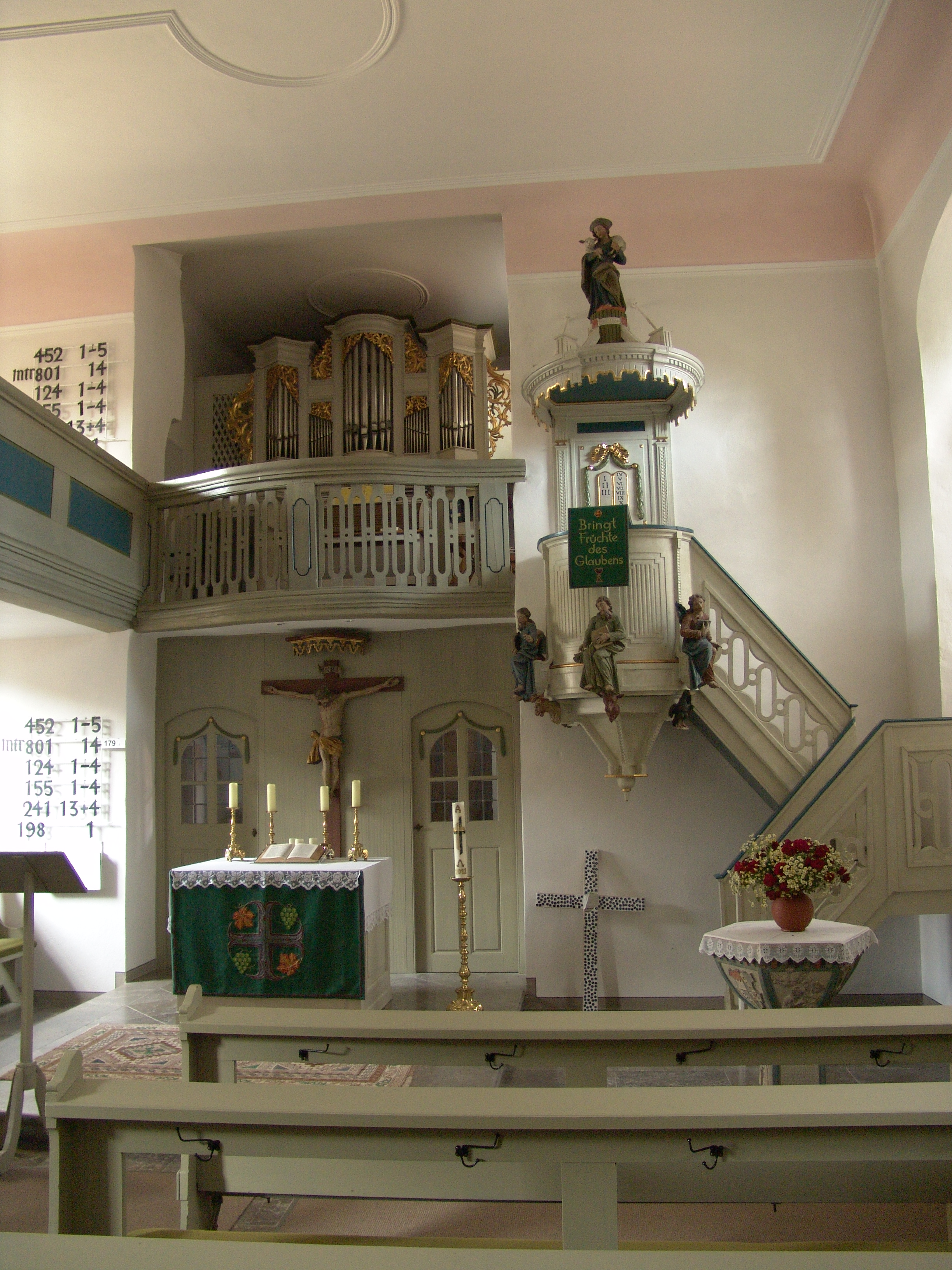
Der Innenraum der Kirche

Der Innenraum der Nicolaikirche ist relativ schlicht gehalten. Der übereinanderliegende Aufbau von Altar und Orgelempore ist typisch für eine Kirche des Markgrafenstils.

### Kanzel
Die Kanzel der Kirche ist über eine U-Treppe mit Halbpodest zu erreichen. Sie befindet sich auf der rechten Seite des Chorbogens im Langhaus und ist das prächtigste Ausstattungselement der Kirche. Sie wurde im Jahr 1805 mit der Kircheninstandsetzung errichtet und zitiert die Formen des Klassizismus. Das Geländer, das zur Kanzel führt, ist in schlichtem Weiß gehalten. Der Treppenboden ist blau bemalt.
Die Kanzel erstrahlt in Weiß. Der runde Kanzelkorpus wird durch drei äußere Pilaster gegliedert. Ein angebautes Holzelement lässt die Kanzel nach unten hin spitz zulaufen. Bemalte Figuren der vier Evangelisten auf nach außen ragenden Sockeln unterhalb des Korpus erheben sich über den Köpfen ihrer Attribute.  Zum Schalldeckel leitet an der Rückwand eine Gesetzestafel mit den zehn Geboten über. Jesus als Guter Hirte bekrönt den Schalldeckel.

### Orgel
Eine Orgel wurde in Neuses erstmals im Jahr 1785 erwähnt. Sie stand damals auf einer Empore oberhalb des Altars im Chorraum, um ihren zentralen Charakter für den Gottesdienst zu untermauern. Drei Jahre später, im Jahr 1788, erhielt sie einen schlicht gehaltenen und lediglich mit goldenem Blattwerk verzierten neuen Prospekt, der noch erhalten ist. Im Jahr 1936 wurde das Orgelwerk umfassend erneuert.

### Glocken
Eine Glocke der Kirche wurde erstmals im Jahr 1617 als Stiftung Joachim Ernsts von Ansbach erwähnt. Im Jahr 1784 erhielt die evangelische Gemeinde die Kirche mit allen Glocken. 1911 wurden drei neue Glocken im Glockenstuhl aufgehängt. Zwei davon fielen drei Jahre später den Beschlagnahmungen im Ersten Weltkrieg zum Opfer. Nach dem Krieg erwarb die Gemeinde 1923 vier neue Stahlglocken der Gießerei Schilling & Lattermann, die noch heute in der Glockenstube hängen. Die größte, die Vaterunserglocke, wurde zusätzlich zum Bibelspruch mit den Namen der Gefallenen im Ersten Weltkrieg versehen.
| Glocke | Name                                      | Schlagton | Durchmesser | 0Gewicht0 | Inschrift                                                                                                |
| ------ | ----------------------------------------- | --------- | ----------- | --------- | --- |
| 1      | Vaterunserglocke                          | des′      | 1880 mm     | 3200 kg   | SEID FLEISSIG, ZU HALTEN DIE EINIGKEIT IM GEIST. Eph. 4,3                                                |
| 2      | Zwölfuhrglocke (Friedens-/Gemeindeglocke) | f′        | 1450 mm     | 2000 kg   | O LAND LAND HÖRE DES HERRN WORT. Jerem. 22,29                                                            |
| 3      | Elfuhrglocke (Gebetsglocke)               | as′       | 1230 mm     | 1000 kg   | GOTT IST UNSRE ZUVERSICHT UND STÄRKE, EINE HILFE IN DEN GROSSEN NÖTEN, DIE UNS GETROFFEN HABEN. Ps. 46,2 |
| 4      | Kleine Glocke                             | b′        | 1150 mm     | 1100 kg   | LOBE DEN HERRN MEINE SEELE. Ps. 103,1                                                                    |

### Weitere Ausstattung
Der schlichte Altar wurde ins Langhaus vorgerückt, das Vortragekruzifix befindet sich im flachen Chor und nimmt den Platz des fehlenden Altarretabels ein. Bis ins Jahr 1966 befand es sich im Vorraum des Gotteshauses. Das Kirchengestühl bietet Platz für alle Gemeindeglieder.
Der Taufstein stammt aus dem Jahr 1600 und trägt neben dem Wappen des Würzburger Fürstbischofs Julius Echter von Mespelbrunn die Wappenreliefs anderer Dorfherren. Er ist in Blau gehalten, besitzt einen quadratischen Schaft und geht über ein Gesims zum sechseckigen Taufbecken über. An der West- und der Nordseite der Kirche sind Emporen aus Holz angebracht, eine weitere, kleinere dient als Orgelempore über dem Altar. Die Emporen werden von sich verjüngenden Säulen getragen und können über eine Treppe im Langhaus betreten werden.

## Pfarrer
Obwohl die Vikarie St. Nicolai bereits im 15. Jahrhundert etabliert wurde, können die Namen der zuständigen Pfarrer erst ab dem 16. Jahrhundert genannt werden. Die meisten Pfarrer des 16. Jahrhunderts gehörten noch der katholischen Kirche an. Erst im Zuge der Reformation, die in Neuses erst 1570 eingeführt wurde, amtierten lutherische Pfarrherrn. Zwischen 1628 und 1632 sowie zwischen 1635 und 1651 hatte Neuses keinen lutherischen Pfarre wegen der gegenreformatorischen Bemühungen der Würzburger Fürstbischöfe während des Dreißigjährigen Krieges. Zwischen 1651 und 1828 bildete Neuses eine Pfarrei mit Schernau. Seit den 1980er Jahren besteht eine vergrößerte Pfarrei zusammen mit Schernau und den lutherischen Dettelbachern.
| Georg Mutzing                                              | gen. 1504 |                                                                            |
| Georg Hilprand                                             | gen. 1512 |                                                                            |
| Stefan Molitor                                             | gen. 1514 |                                                                            |
| Hermann Lieberknecht                                       | gen. 1541 |                                                                            |
| Matthias Herold                                            | gen. 1542 |                                                                            |
| Matthäus Fink                                              | gen. 1544 |                                                                            |
| Hieronymus Pfister                                         | gen. 1563 |                                                                            |
| Andreas Imhof                                              | 1567–1607 | erster lutherischer Pfarrer von Neuses                                     |
| Johannes Egenthaler                                        | 1607      | Pfarrverweser                                                              |
| Simon Stibar                                               | 1608–1621 |                                                                            |
| Georg Ludwig Codomann                                      | 1621–1628 | 1628 vertrieben                                                            |
| Gegenreformation                                           |           |                                                                            |
| Christian Huler                                            | 1632–1633 |                                                                            |
| Gegenreformation                                           |           |                                                                            |
| Johann Philipp Polich                                      | 1651–1659 |                                                                            |
| Matthäus Strobel                                           | 1659–1692 |                                                                            |
| Johann Reußenberger                                        | 1692–1694 |                                                                            |
| 1694–1719 Sitz in Schernau (Johann Jakob Münch)            |           |                                                                            |
| Johann Matthias Kemmeter                                   | 1720–1738 |                                                                            |
| 1738–1765 Sitz in Schernau (Bernhard Friedrich Wolf)       |           |                                                                            |
| Johann Tobias Weidenbacher                                 | 1765–1797 | Adjutor 1779: Johann Georg Konrad Walther, 1779–1781: Ferdinand J. Schroth |
| 1797–1827 Sitz in Schernau (u. a. Johann Sigmund Mauritii) |           |                                                                            |
| Wilhelm Koch                                               | 1828–1839 |                                                                            |
| Johann Friedrich Florian Bischoff                          | 1840–1858 |                                                                            |
| Georg Friedrich Wilhelm Gradmann                           | 1859–1887 |                                                                            |
| mehrere Pfarrverweser                                      | 1887–1891 | u. a. Zeh, Raab, Merz, Beyer                                               |
| Jakob Ludwig Bock                                          | 1891–1905 |                                                                            |
| Sigmund Wilhelm Schnorr                                    | 1906–1922 |                                                                            |
| Wilhelm Peter Matthes                                      | 1923–1955 |                                                                            |
| Paul Jurkat                                                | 1955–1967 |                                                                            |
| Friedrich Fleischmann                                      | 1967–1980 |                                                                            |
| Werner Saemann                                             | 1972–1982 |                                                                            |
| Albrecht Bauriedel                                         | 1984–1997 |                                                                            |
| Jörg Hellmuth                                              | 1998–2001 |                                                                            |
| Hermine Wieker                                             | 2001–2008 |                                                                            |
| Uli Vogel                                                  | 2008–     |                                                                            |